# ARCA Menards Series East

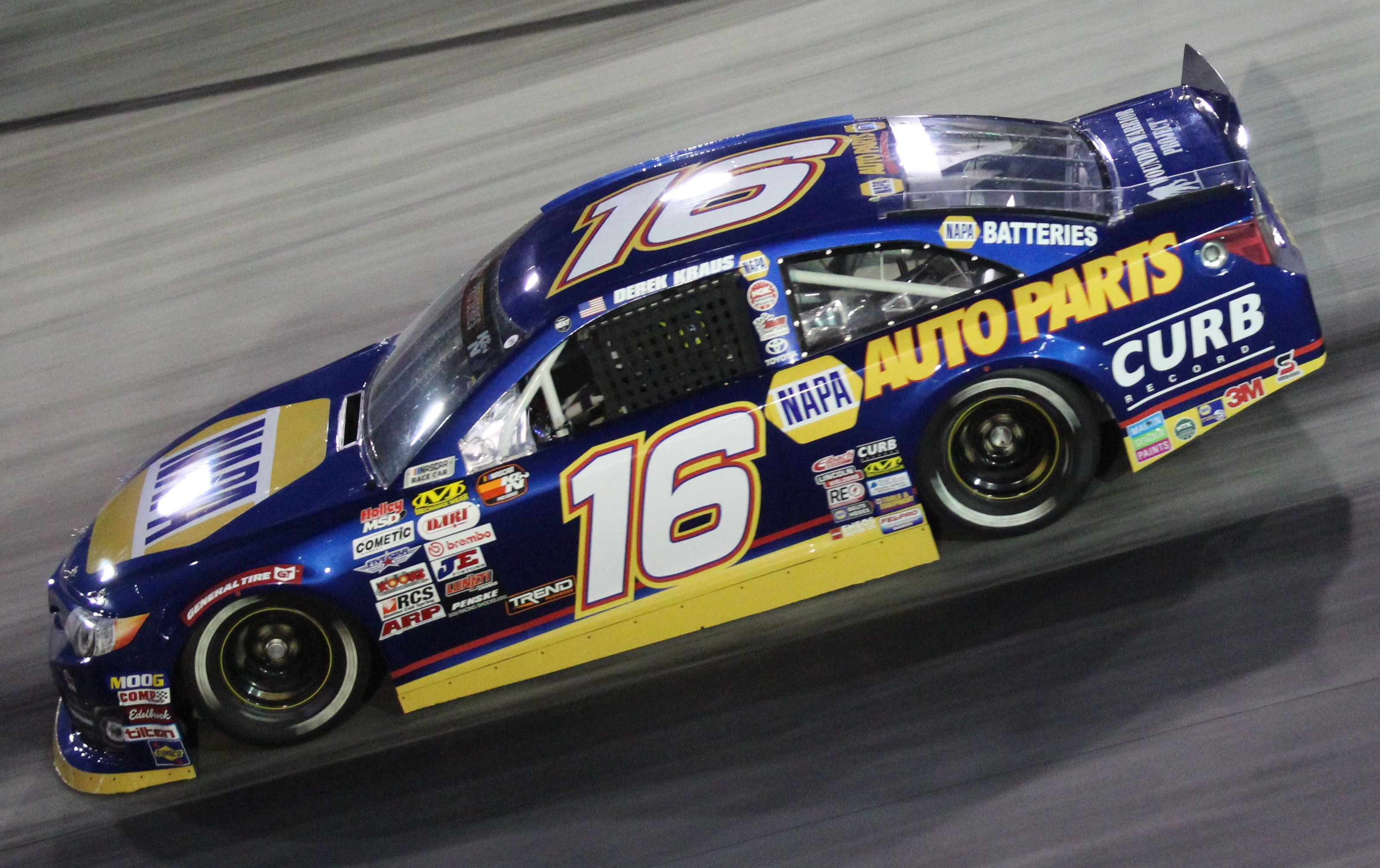

Die ARCA Menards Series East ist eine im Jahr 1987 gegründete, regionale Stockcar-Serie der ARCA Menards Series, die nur im nordöstlichen Teil der USA fährt. Bis zur Saison 2007 war sie als „NASCAR Busch East Series“ bekannt. In den beiden darauffolgenden Jahren trug sie den Namen „NASCAR Camping World East Series“. Die meisten Rennen werden in den Staaten Maine, New Hampshire, Massachusetts, New York, New Jersey, Connecticut, Delaware, Ohio, Virginia und Pennsylvania ausgetragen. 
Die Serie wird von vielen Rennfahrern als Möglichkeit Erfahrung zu sammeln genutzt, bevor sie in eine der NASCAR-Serien umsteigen, so war es der Fall bei Fahrern wie Joey Logano.
Die NASCAR K&N Pro Series East ist die einzige NASCAR-Serie, in der ein Fahrer die Meisterschaft gewann, ohne ein einziges Saisonrennen zu gewinnen. Dale Shaw schaffte dies im Jahre 1994.
Kelly Moore ist der erfolgreichste Rennfahrer der Serie. Er führt in den Rekordlisten bei den meisten Siegen, meisten Pole-Positions, meisten Top-5- und meisten Top-10-Ergebnissen. Er ist gleichzeitig der Fahrer, der in der Rennserie das meiste Geld verdient hat.

## Meister der Serie
| Saison | Meister           | Most Popular Driver | Rookie of the Year   |
| ------ | ----------------- | ------------------- | -------------------- |
| 1987   | Joey Kourafas     | Chuck Bown          | –                    |
| 1988   | Jamie Aube        | Dick McCabe         | –                    |
| 1989   | Jamie Aube        | Jamie Aube          | Ron Lamell           |
| 1990   | Jamie Aube        | Ricky Craven        | Ricky Craven         |
| 1991   | Ricky Craven      | Ricky Craven        | Tony Hirschman       |
| 1992   | Dick McCabe       | Mike McLaughlin     | Curtis Markham       |
| 1993   | Dick McCabe       | Mike McLaughlin     | Andy Santerre        |
| 1994   | Dale Shaw         | Andy Santerre       | Jerry Marquis        |
| 1995   | Kelly Moore       | Mike Stefanik       | Brandon Butler       |
| 1996   | Dave Dion         | Brandon Butler      | Brad Leighton        |
| 1997   | Mike Stefanik     | Mike Stefanik       | Tracy Gordon         |
| 1998   | Mike Stefanik     | Mike Stefanik       | Jeff Taylor          |
| 1999   | Brad Leighton     | Dave Dion           | Mike Bruno           |
| 2000   | Brad Leighton     | Brad Leighton       | Mike Johnson         |
| 2001   | Mike Olsen        | Mike Olsen          | Brian Hoar           |
| 2002   | Andy Santerre     | Andy Santerre       | Robbie Harrison      |
| 2003   | Andy Santerre     | Andy Santerre       | Ryan Moore           |
| 2004   | Andy Santerre     | Mike Stefanik       | Ryan Seaman          |
| 2005   | Andy Santerre     | Andy Santerre       | Sean Caisse          |
| 2006   | Mike Olsen        | Matt Kobyluck       | Ruben Pardo          |
| 2007   | Joey Logano       | Jeffrey Earnhardt   | Joey Logano          |
| 2008   | Matt Kobyluck     | Ricky Carmichael    | Austin Dillon        |
| 2009   | Ryan Truex        | Ryan Truex          | Steve Park           |
| 2010   | Ryan Truex        | Ryan Truex          | Darrell Wallace, Jr. |
| 2011   | Max Gresham       | Chase Elliott       | Alex Bowman          |
| 2012   | Kyle Larson       | Chase Elliott       | Kyle Larson          |
| 2013   | Dylan Kwasniewski | Ben Kennedy         | Jesse Little         |
| 2014   | Ben Rhodes        | Ben Rhodes          | Ben Rhodes           |
| 2015   | William Byron     | Rico Abreu          | William Byron        |
| 2016   | Justin Haley      | Austin Theriault    | Hunter Baize         |
| 2017   | Harrison Burton   | Nicht verliehen     | Chase Purdy          |
| 2018   | Tyler Ankrum      | Nicht verliehen     | Tyler Ankrum         |
| 2019   | Sam Mayer         | Nicht verliehen     | Sam Mayer            |
| 2020   | Sam Mayer         | Nicht verliehen     | Ty Gibbs             |
| 2021   | Sammy Smith       | Nicht verliehen     | Sammy Smith          |
| 2022   | Sammy Smith       | Nicht verliehen     | Leland Honeyman      |
| 2023   | William Sawalich  | Nicht verliehen     | William Sawalich     |
| 2024   | William Sawalich  | Nicht verliehen     | Connor Zilisch       |

## Meiste Siege
| Siege | Fahrer        |
| ----- | ------------- |
| 27    | Kelly Moore   |
| 24    | Brad Leighton |
| 21    | Andy Santerre |
| 19    | Dale Shaw     |
| 16    | Matt Kobyluck |
| 14    | Bobby Dragon  |
| 13    | Ricky Craven  |
| 13    | Dave Dion     |
| 12    | Tracy Gordon  |
| 12    | Mike Stefanik |